# Dializă renală
În medicină, dializă (din greacă διιλισις, dializă, "dizolvare"; de la δις, dia, "prin", și λṣσις, liză, "slăbire sau divizare") este procesul de eliminare a excesului de apă, soluții, și toxine din sânge la persoanele ai căror rinichi nu mai pot îndeplini aceste funcții în mod natural. Aceasta este denumită terapie de substituție renală⁠(d). Prima dializă reușită a fost efectuată în 1943.
Este posibil să fie necesară inițierea dializei atunci când există o pierdere bruscă rapidă a funcției renale, cunoscută sub numele de leziune renală acută (denumită anterior insuficiență renală acută) sau atunci când apare o scădere treptată a funcției renale - boala renală cronică ajunge în stadiul 5. Stadiul 5 insuficiență renală cronică este atins atunci când rata de filtrare glomerulară este de 10-15% din normal, clearance-ul creatininei este mai mic de 10mL pe minut și uremia este prezentă.
Dializa este utilizată ca măsură temporară fie în leziuni renale acute, fie în cele care așteaptă transplantul de rinichi și ca măsură permanentă la cei pentru care un transplant nu este indicat sau nu este posibil.
În România ca și în Australia, Canada, Regatul Unit și Statele Unite, dializa este plătită de guvern pentru cei care sunt eligibili.
În laboratoarele de cercetare, tehnica de dializă poate fi, de asemenea, utilizată pentru a separa moleculele bazate pe dimensiunea lor. În plus, acesta poate fi utilizată pentru a echilibra tampon între un eșantion și soluția "baie de dializă" sau "dializă" în care se află proba. Pentru dializă într-un laborator, se utilizează o membrană semipermeabilă tubulară din acetat de celuloză sau nitroceluloză. Dimensiunea porilor este variată în funcție de dimensiunea de separare necesară cu dimensiuni mai mari ale porilor, permițând moleculelor mai mari să treacă prin membrană. Solvenții, ionii și tamponul pot difuza cu ușurință pe membrana semipermeabilă, dar moleculele mai mari nu pot trece prin porii. Acest lucru poate fi folosit pentru a purifica proteinele de interes dintr-un amestec complex prin eliminarea proteinelor și moleculelor mai mici.

## Istorie

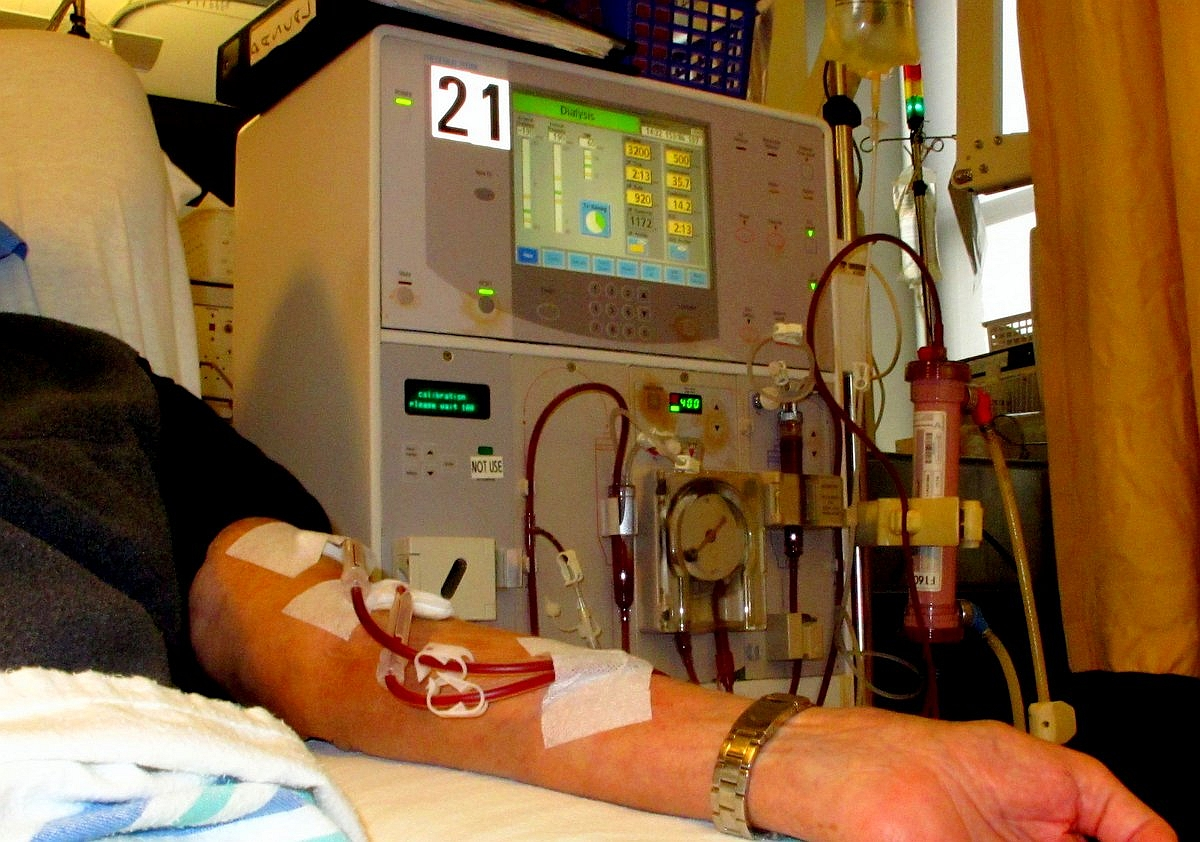
Braț conectat la tubul de dializă.

În 1913, Leonard Rowntree și John Abel de la Spitalul Johns Hopkins⁠(d) au dezvoltat primul sistem de dializă pe care l-au testat cu succes la animale. Un medic olandez, Willem Johan Kolff, a construit primul dializer de lucru în 1943 în timpul ocupației naziste a Țărilor de Jos.
Din cauza lipsei resurselor disponibile, Kolff a trebuit să improvizeze și să construiască mașina inițială folosind carcase de cârnați, cutii de bere, o mașină de spălat și diverse alte elemente care erau disponibile la momentul respectiv. În următorii doi ani (1944–1945), Kolff și-a folosit mașina pentru a trata 16 pacienți care sufereau de insuficiență renală acută, dar rezultatele nu au avut succes. Apoi, în 1945, o femeie comatoasă de 67 de ani și-a recăpătat cunoștința după 11 ore de tratament cu dializă și a trăit încă șapte ani înainte de a muri de o afecțiune fără legătură. A fost prima pacientă tratată cu succes cu dializă. Gordon Murray de la Universitatea din Toronto a dezvoltat independent o mașină de dializă în 1945. Spre deosebire de tamburul rotativ al lui Kolff, mașina lui Murray folosea plăci plate fixe, mai degrabă modele moderne.
Nils Alwall⁠(d) de la Universitatea din Lund din Suedia a modificat o construcție similară cu cea a aparatului de dializă Kolff, închizându-l într-o canistră din oțel inoxidabil. Acest lucru a permis îndepărtarea fluidelor, prin aplicarea unei presiuni negative pe canistra exterioară, făcându-l astfel primul dispozitiv cu adevărat practic pentru hemodializă. Alwall și-a tratat primul pacient cu insuficiență renală acută la 3 septembrie 1946.

## Context

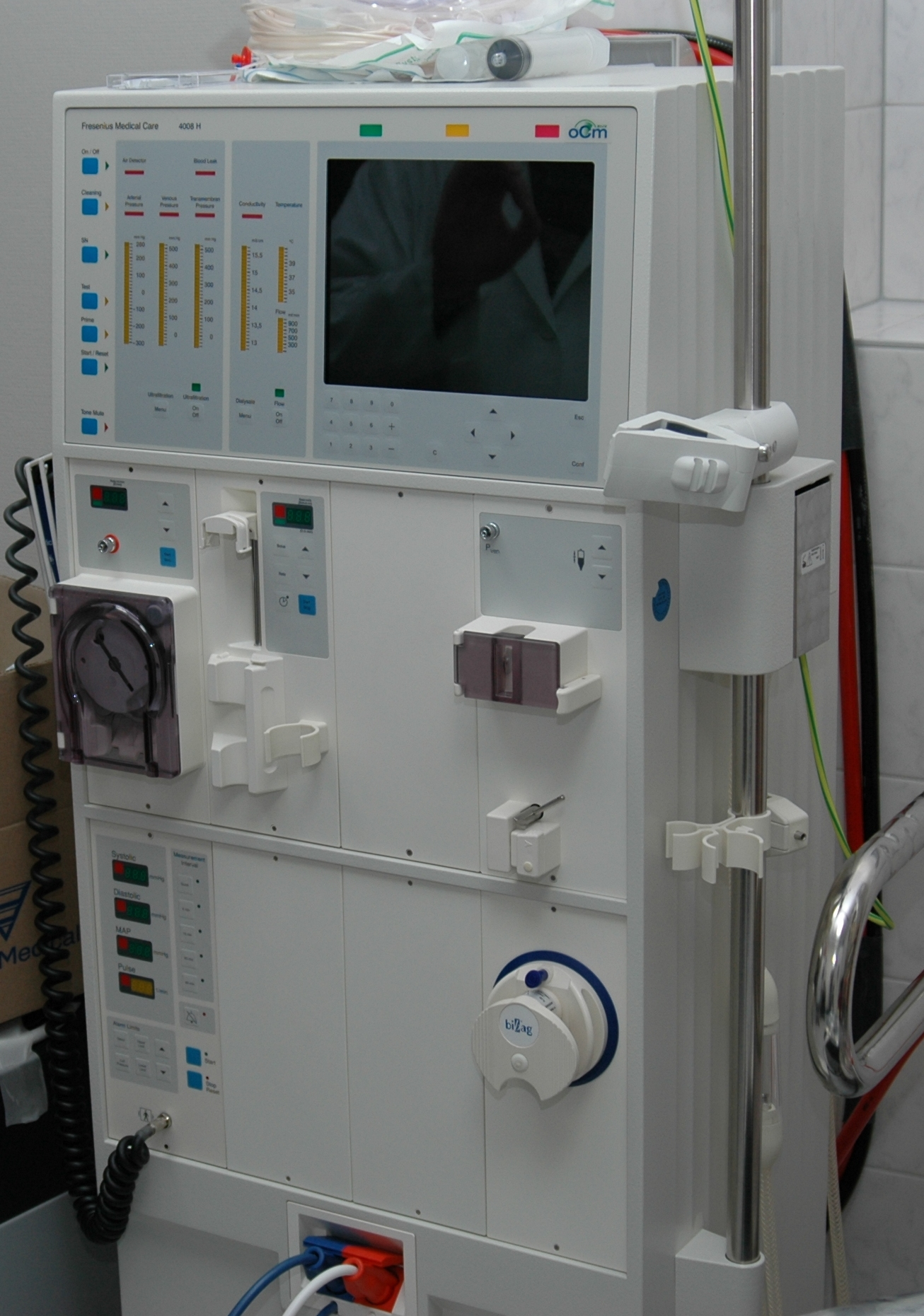
Un aparat de hemodializă

Rinichii au un rol important în menținerea sănătății. Când persoana este sănătoasă, rinichii mențin echilibrul intern al organismului de apă și minerale (sodiu, potasiu, clorură, calciu, fosfor, magneziu, sulfat). Metabolismul acid produse finite pe care organismul nu poate scăpa de prin respirație sunt, de asemenea, excretat prin rinichi. Rinichii funcționează, de asemenea, ca parte a sistemului endocrin, producând eritropoietină, calcitriol și renină. Eritropoietina este implicată în producerea de celule roșii din sânge, iar calcitriolul joacă un rol în formarea oaselor. Dializa este un tratament imperfect pentru a înlocui funcția renală, deoarece nu corectează funcțiile endocrine compromise ale rinichiului. Tratamentele de dializă înlocuiesc unele dintre aceste funcții prin difuzie (eliminarea deșeurilor) și ultrafiltrare (îndepărtarea fluidelor). Dializa utilizează apă foarte purificată (cunoscută și sub numele de "ultrapură").

## Principiul
Dializa funcționează pe principiile difuziei soluțiilor și ultrafiltrării fluidului pe o membrană semipermeabilă. Difuzia este o proprietate a substanțelor din apă; substanțele din apă tind să se deplaseze dintr-o zonă cu concentrație ridicată într-o zonă cu concentrație scăzută. Sângele curge pe o parte a unei membrane semi-permeabile, iar un dializant, sau un lichid special de dializă, curge pe partea opusă. O membrană semipermeabilă este un strat subțire de material care conține găuri de diferite dimensiuni sau pori. Particulele mai mici și fluidele trec prin membrană, dar membrana blochează trecerea de substanțe mai mari (de exemplu, celulele roșii din sânge și proteinele mari). Acest lucru reproduce procesul de filtrare care are loc în rinichi atunci când sângele intră în rinichi și substanțele mai mari sunt separate de cele mai mici în glomerule.

Ultrafiltrarea difuziei osmozei și dializa

Cele două tipuri principale de dializă, hemodializa și dializa peritoneală, elimină deșeurile și excesul de apă din sânge în moduri diferite. Hemodializa elimină deșeurile și apa prin circulația sângelui în afara corpului printr-un filtru extern, numit dializor, care conține o membrană semipermeabilă. Sângele curge într-o singură direcție și dializa curge în sens opus. Fluxul contracurent al sângelui și dializatului maximizează gradientul de concentrație al solutes între sânge și dializă, ceea ce ajută la eliminarea a mai multă uree și creatinină din sânge. Concentrațiile de solute care se găsesc în mod normal în urină (de exemplu potasiu, fosfor și uree) sunt nedorit de mari în sânge, dar scăzute sau absente în soluția de dializă, iar înlocuirea constantă a dializatului asigură faptul că concentrația de soluții nedorite este menținută scăzută pe această parte a membranei. Soluția de dializă are niveluri de minerale ar fi potasiu și calciu, care sunt similare cu concentrația lor naturală în sânge sănătos. Pentru un alt solute, bicarbonat, nivelul soluției de dializă este stabilit la un nivel ușor mai ridicat decât în sângele normal, pentru a încuraja difuzarea bicarbonatului în sânge, pentru a acționa ca un tampon de pH pentru a neutraliza acidoza metabolică care este adesea prezentă la acești pacienți. Nivelurile componentelor de dializă sunt de obicei prescrise de un nefrolog în funcție de nevoile pacientului individual.
În dializa peritoneală, deșeurile și apa sunt eliminate din sânge în interiorul corpului folosind peritoneu ca o membrană naturală semipermeabilă. Deșeurile și excesul de apă se deplasează din sânge, de-a lungul membranei peritoneale și într-o soluție specială de dializă, numită dializat, în cavitatea abdominală.

## Tipuri
Există trei tipuri primare și două tipuri secundare de dializă: hemodializă (primară), dializă peritoneală (primară), hemofiltrare (primară), hemodiafiltrare (secundară) și dializă intestinală (secundară).

### Hemodializă
În hemodializă, sângele pacientului este pompat prin compartimentul sanguin al unui dializor, expunându-l la o membrană parțial permeabilă. Dializorul este compus din mii de mici fibre sintetice. Peretele din fibre acționează ca membrana semipermeabilă. Sângele curge prin fibre, soluția de dializă curge în jurul exteriorului fibrelor, iar apa și deșeurile se deplasează între aceste două soluții. Sângele curățat este apoi returnat prin intermediul circuitului înapoi la organism. Ultrafiltrarea are loc prin creșterea presiunii hidrostatice pe membrana de dializer Acest lucru se face de obicei prin aplicarea unei presiuni negative asupra compartimentului de dializă al dializerului. Acest gradient de presiune determină apa și soluțiile dizolvate să treacă de la sânge la dializă și permite îndepărtarea mai multor litri de lichid în exces în timpul unui tratament tipic de 4 ore.
În Statele Unite, tratamentele de hemodializă sunt de obicei făcute într-un centru de dializă de trei ori pe săptămână (datorate în Statele Unite ale Americii la  Medicare reguli de rambursare); cu toate acestea, din 2005 peste 2.500 de persoane din Statele Unite sunt dializte la domiciliu mai frecvent pentru diferite lungimi de tratament. Studiile au demonstrat beneficiile clinice ale dializării de 5 la 7 ori pe săptămână, timp de 6 până la 8 ore. Acest tip de hemodializă se numește de obicei "hemodializă zilnică nocturnă" și un studiu a arătat că oferă o îmbunătățire semnificativă atât a clearance-ului mic, cât și a clearance-ului mare greutate moleculară și scade nevoia de liant fosfat. Aceste tratamente frecvente lungi sunt adesea făcute la domiciliu în timpul somnujui, dar dializa acasă este o modalitate flexibilă și programele pot fi schimbate de la o zi la alta, de la o săptămână la alta. În general, studiile arată că atât creșterea duratei tratamentului, cât și frecvența sunt benefice din punct de vedere clinic.

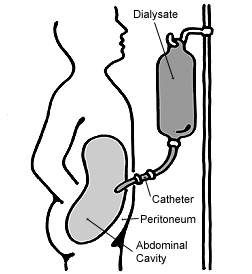
Schematic diagram of peritoneal dialysis

Hemofiltrare veno-venoasă continuă cu pre- și post-diluare (CVVH)

Hemodiafiltrare veno-venoasă continuă (CVVHDF)

Hemo-dializa a fost una dintre cele mai frecvente proceduri efectuate în spitalele din SUA în 2011, care au avut loc în 909.000 de proceduri (o rată de 29 de proceduri la 10.000 de locuitori).

### Dializă peritoneală
În dializa peritoneală, o soluție sterilă care conține glucoză (numită dializă) este rulată printr-un tub în cavitatea peritoneală, cavitatea corporală abdominală din jurul intestinului, unde membrana peritoneală acționează ca o membrană parțial permeabilă.
Acest schimb se repetă de 4-5 ori pe zi; sisteme automate pot rula cicluri de schimb mai frecvente peste noapte. Dializa peritoneală este mai puțin eficientă decât hemodializa, dar deoarece se efectuează pentru o perioadă mai lungă de timp, efectul net în ceea ce privește eliminarea deșeurilor și a sării și a apei sunt similare cu hemodializa. Dializa peritoneală se efectuează la domiciliu de către pacient, adesea fără ajutor. Acest lucru eliberează pacienții de rutina de a avea pentru a merge la o clinica de dializă pe un program fix de mai multe ori pe săptămână. Dializa peritoneală poate fi efectuată cu puțin sau deloc echipament specializat (altele decât pungile de dializă proaspătă).

### Hemofiltrare
Hemofiltrarea este un tratament similar cu hemodializa, dar face uz de un principiu diferit. Sângele este pompat printr-un dializor sau "hemofiltru" ca în dializă, dar nu se utilizează dializa. Se aplică un gradient de presiune; ca rezultat, apa se mișcă rapid de-a lungul membranei foarte permeabile, "trăgând" împreună cu ea multe substanțe dizolvate, inclusiv cele cu greutăți moleculare mari, care nu sunt eliminate, de asemenea, prin hemodializă. Sărurile și apa pierdută din sânge în timpul acestui proces sunt înlocuite cu un "lichid de substituție" care este perfuzat în circuitul extracorporal în timpul tratamentului.

### Hemodiafiltrare
Hemodiafiltrarea este o combinație de hemodializă și hemofiltrare, astfel utilizată pentru a purifica sângele de toxine atunci când rinichiul nu funcționează normal și, de asemenea, utilizată pentru a trata leziuni renale acute (AKI).

### Dializă intestinală
În dializa intestinală, dieta este completată cu fibre solubile, ar fi fibre de salcâm, care este digerată de bacteriile din colon. Această creștere bacteriană crește cantitatea de azot care este eliminat în deșeuri fecale. O abordare alternativă utilizează ingestia de 1 până la 1,5 litri de soluții neabsorbabile de polietilenglicol sau manitol la fiecare patru ore.

## Indicații
Decizia de a iniția dializa sau hemofiltrarea la pacienții cu insuficiență renală depinde de mai mulți factori. Acestea pot fi împărțite în indicații acute sau cronice.
Simptomele depresiei și insuficienței renale pot fi similare unele cu altele. E important să existe o comunicare deschisă între o echipă de dializă și pacient. Comunicarea deschisă va permite o mai bună calitate a vieții. Cunoașterea nevoilor pacienților va permite echipei de dializă să ofere mai multe opțiuni, ar fi: modificări ale tipului de dializă, ar fi dializa la domiciliu, pentru ca pacienții să poată fi mai activi sau modificări ale obiceiurilor alimentare pentru a evita deșeurile inutile.

### Indicații acute
Indicațiile pentru dializă la un pacient cu leziuni renale acute sunt rezumate cu vocala mnemonică a "AEIOU":
1. Acidemia din acidoză metabolică în situații în care corecția cu bicarbonat de sodiu este imposibilă sau poate duce la supraîncărcarea cu lichide.
2. Electrolit anomalie, ar fi severe hiperkaliemie, mai ales atunci când sunt combinate cu AKI.
3. Intoxicație, adică otrăvire acută cu o substanță dializabilă. Aceste substanțe pot fi reprezentate de mlande mnemonic: acid salicilic, litiu, izopropanol, magneziu-conținând laxativs și etilenglicol.
4. O suprasarcină de lichid nu este de așteptat să răspundă la tratamentul cu diuretice
5. Uremia ale cărei complicații ar fi pericardita, encefalopatie, sau sângerare gastro-intestinală.

### Indicații cronice
Dializa cronică poate fi indicată atunci când un pacient are insuficiență renală simptomatică și insuficiență renală scăzută rata de filtrare glomerulară (GFR Între 1996 și 2008, a existat o tendință de a iniția dializa la GFR, eGFR, eGFR, estimat progresiv mai mare.
O analiză a dovezilor nu arată niciun beneficiu sau potențial rău în inițierea precoce a dializei, care a fost definită prin începerea dializei la un GFR estimat mai mare de 10ml/min/1,732. Datele observaționale provenite de la pacienții mari registre sugerează că începerea precoce a dializei poate fi dăunătoare.
Cele mai recente orientări publicate din Canada, pentru când să inițieze dializa, recomanda o intenție de a amâna dializa până când un pacient are simptome clare de insuficiență renală, care pot apărea la o valoare estimată a GFR de 5-9ml/min/1.732.

## Substanțe dializabile

### Caracteristici
Substanțele dializable – substanțe detașabile cu dializă – au următoarele proprietăți:
1. Masă moleculară scăzută
2. Solubilitate ridicată în apă
3. Capacitate scăzută de legare a proteinelor
4. Eliminare prelungită (Perioadă de înjumătățire lungă)
5. Volum mic de distribuție

### Substanțe
- Etilenglicol
- Procainamidă
- Metanol
- Alcool izopropilic
- Barbiturice
- Litiu
- Bromură
- Sotalol
- Cloralhidrat
- Etanol
- Acetonă
- Atenolol
- Teofilină
- Salicilați
- Baclofen

## Dializă pediatrică
În ultimii 20 de ani, copiii au beneficiat de îmbunătățiri majore atât în ceea ce tehnologie, cât și în managementul clinic al dializei. Morbiditatea în timpul ședințelor de dializă a scăzut, convulsiile fiind episoade excepționale și hipotensive rare. Durerea și disconfortul au fost reduse cu utilizarea cateterelor venoase jugulare interne cronice și creme anestezice pentru puncția fistulei. Tehnologiile neinvazive pentru evaluarea greutății uscate țintă a pacientului și a fluxului de acces pot reduce semnificativ morbiditatea pacienților și costurile de îngrijire a sănătății. Mortalitatea la pacienții copii și adolescenți adulți cu hemodializă cronică este asociată cu markeri multifactoriali ai dozei de nutriție, inflamațiile, anemiile și doza de dializă, ceea ce subliniază importanța strategiilor de intervenție multimodală pe lângă tratamentul adecvat de hemodializă, determinat doar de Kt/V.
Pentru sugarii mici au fost dezvoltate membrane sintetice biocompatibile, dializatoare specifice de materiale de dimensiuni mici și tuburi noi cu volum extracorporal scăzut. Lungimea tuburilor arteriale și venoase este realizată din lungimea și diametrul minim, un <80ml la <110ml tubulatura de volum este concepută pentru pacienții pediatrici și un tub de >130 la <224ml sunt pentru pacienții adulți, indiferent de dimensiunea segmentului pompei de sânge, care poate fi de 6,4 mm pentru dializă normală sau 8,0 mm pentru dializă cu flux ridicat la toți pacienții. Toți producătorii de aparate de dializă își proiectează mașina pentru a face dializa pediatrică. La pacienții pediatrici, viteza pompei trebuie menținută la partea scăzută, în funcție de capacitatea de ieșire a sângelui pacientului, iar coagularea cu doza de heparină trebuie monitorizată cu atenție. Dializa cu flux ridicat (vezi mai jos) nu este recomandată pacienților pediatrici.
La copii, hemodializa trebuie individualizată și privită ca o "terapie integrată" care ia în considerare expunerea lor pe termen lung la tratamentul insuficienței renale cronice. Dializa este văzută doar ca o măsură temporară pentru copii în comparație cu transplantul renal, deoarece acest lucru permite cea mai bună șansă de reabilitare în ceea ce privește funcționarea educațională și psihosocială. Dializă cronică pe termen lung, cu toate acestea, cele mai înalte standarde ar trebui să fie aplicate acestor copii pentru a păstra viitorul lor "viața cardiovasculară" - care ar putea include mai mult timp de dializă și hemodiafiltrare on-line hdf on-line cu membrane sintetice de mare flux cu suprafața de 0.2sq.m la 0.8sq.m și linii de tuburi de sânge cu volum scăzut încă mare segment pompa de sânge de 6.4/8.0mm, dacă suntem capabili să îmbunătățim conceptul destul de restrâns de clearance-ul de dializă ureei mici solute.

## Dializă în diferite țări

### În Regatul Unit
Serviciul Național de Sănătate face dializă în Regatul Unit. În Anglia, serviciul este comandat de NHS Anglia⁠(en)[traduceți]. Aproximativ 23.000 de pacienți folosesc serviciul în fiecare an.
Serviciile de transport al pacientului sunt, în general, furnizate gratuit, pentru pacienții care trebuie să călătorească la centrele de dializă.  Cornwall Clinical Commissioning Group a propus limitarea acestei dispoziții la pacienții care nu au avut motive medicale sau financiare specifice în 2018, dar s-au răzgândit după o campanie condusă de Kidney Care UK și au decis să finanțeze transportul pacienților care necesită dializă de trei ori pe săptămână timp de cel puțin trei ori pe lună timp de cel puțin trei luni.

### În Statele Unite
Din 1972, Statele Unite au acoperit costul dializei și transplanturilor pentru toți cetățenii. Până în 2014, peste 460.000 de americani erau în tratament, ale căror costuri se ridică la 6% din întregul buget Al Medicare. Boala renală este a noua cauză principală de deces, iar SUA are una dintre cele mai mari rate de mortalitate pentru îngrijirea dializei din lumea industrializată. Rata de pacienți care primesc transplant de rinichi a fost mai mică decât se aștepta. Aceste rezultate au fost puse pe seama unei noi industrii de dializă pentru profit care răspunde politicilor guvernamentale de plată. Un studiu din 1999 a concluzionat că "pacienții tratați în centre de dializă cu scop lucrativ au rate mai mari de mortalitate și sunt mai puțin susceptibili de a fi plasați pe lista de așteptare pentru un transplant renal decât pacienții care sunt tratați în unități non-profit", probabil pentru că transplantul elimină un flux constant de venituri din unitate. Industria asigurărilor s-a plâns de reculuri și de relațiile problematice dintre organizațiile caritabile și furnizori.

### În China
Guvernul Chinei oferă finanțarea pentru tratamentul dializei. Există o provocare pentru a ajunge la toată lumea care are nevoie de tratament de dializă din cauza distribuției inegale a resurselor de îngrijire a sănătății și a centrelor de dializă. Există 395.121 de persoane care primesc hemodializă sau dializă peritoneală în China pe an. Procentul populației chineze cu boală renală cronică este de 10,8%. Guvernul chinez intensifică încercarea de a crește cantitatea de dializă peritoneală pentru a satisface nevoile cetățenilor cu boli renale cronice..

### Aplicații medicale
- Afereza, cunoscută și sub numele de plasmafereză, este o altă tehnică extracorporală care elimină selectiv constituenții specifici din sânge
- Hemodializă
- Dializă peritoneală
- Insuficiență renală acută
- Insuficiență renală
- Nefrologie
- Boală renală cronică
- Sindromul hepatorenal